# Acacia cummingiana
Acacia cummingiana é uma espécie de leguminosa do gênero Acacia, pertencente à família Fabaceae.